# Gello
Gello (altgriechisch Γελλώ Gellṓ) ist in der griechischen Mythologie der Geist eines ledig gestorbenen Mädchens, der sich an Jungfrauen, Schwangeren und Kleinkindern vergreift und sie tötet. Sie ähnelt darin der Lamia und der Mormo sowie den Strigae der römischen Mythologie.
Gello erscheint erstmals bei Sappho. Die Furcht vor Gello hat aber Bestand bis in die Spätantike (z. B. in den Kyraniden) und byzantinische Zeit. Selbst heute noch soll in ländlichen Gegenden Griechenlands der Glaube an Gello überdauert haben.